# Koukoum (Makak)
Koukoum est un village de la région du Centre du Cameroun, situé dans la commune de Makak. 

## Population et développement
En 1962, la population de Koukoum était de 321 habitants. La population de Koukoum était de 773 habitants dont 402 hommes et 371 femmes, lors du recensement de 2005.     